# Iúri Zakharevitch
Iúri Ivanovítch Zakharévitch (em russo:  Юрий Иванович Захаревич; 18 de janeiro de 1963, em Dimitrovgrad) é um russo, campeão mundial e olímpico em halterofilismo, pela União Soviética.
Zakharevitch apareceu no Campeonato Mundial para juniores em 1980, Montreal; competindo na categoria até 90 kg ele ganhou prata e levantou um total de 372,5 kg (167,5 kg no arranque e 205 no arremesso). No campeonato do ano seguinte ele ganhou ouro, com uma marca de 405 kg (182,5+222,5).
No Campeonato Mundial de 1981, para seniores/adultos, Zakharevitch foi vice-campeão, na categoria até 90 kg, com 397,5 kg no total (180+217,5). No Campeonato Mundial de 1982, ele passou para categoria até 100 kg e levantou um total de 420 kg (195+225) e ficou com a prata.
Em 1983, numa competição em Odessa, ele levantou a marca de 440 kg na categoria até 100 kg, sendo 200 kg no arranque e 240 no arremesso.
Entre 1985 e 1987, foi consecutivamente campeão mundial, olímpico em 1988, na categoria até 110 kg. Nos Jogos de Seul, conseguiu a marca de 455 kg (210 kg no arranque), 27,5 kg a frente do segundo colocado, o húngaro József Jacsó. Somente o vencendor da categoria superpesado (acima de 110 kg), o também soviético Alexandr Kurlovitch, conseguiu um desempenho maior (462,5 kg).
No Campeonato Mundial e Europeu de 1989, embora tenha levantado 202,5 kg no arranque, não conseguiu resultado no arremesso e não conseguiu terminar a prova.
Estabeleceu ao todo 38 recordes mundiais — 19 no arranque, 6 no arremesso e 13 no total olímpico.

## Principais resultados
| Ano                       | Lugar                              | Categoria       | Marca (kg) / pos. | Marca (kg) / pos. | Marca (kg) / pos. |                 |
| Ano                       | Lugar                              | Categoria       | Arranque          | Arremesso         | Total             |                 |
| Jogos Olímpicos           | Jogos Olímpicos                    | Jogos Olímpicos | Jogos Olímpicos   | Jogos Olímpicos   | Jogos Olímpicos   | Jogos Olímpicos |
| ------------------------- | ---------------------------------- | --------------- | ----------------- | ----------------- | ----------------- | --------------- |
| 1988                      | Seul, Coreia do Sul                | –110 kg         | 210 / 1           | 245 / 1           | 455 /             |                 |
| Campeonato Mundial        |                                    |                 |                   |                   |                   |                 |
| 1981                      | Lille, França                      | 0–90 kg         | 180 /             | 217,5 /           | 397,5 /           |                 |
| 1982                      | Ljubljana, Iugoslávia              | –100 kg         | 195 /             | 225 /             | 420 /             |                 |
| 1985                      | Södertälje, Suécia                 | –110 kg         | 190 /             | 232,5 /           | 432,5 /           |                 |
| 1986                      | Sófia, Bulgária                    | –110 kg         | 200 /             | 247,5 /           | 447,5 /           |                 |
| 1987                      | Ostrava, Tchecoslováquia           | –110 kg         | 202,5 /           | 242,5 /           | 445 /             |                 |
| 1989                      | Atenas, Grécia                     | –110 kg         | 202,5 /           | NM                | —                 |                 |
| Campeonato Europeu        |                                    |                 |                   |                   |                   |                 |
| 1982                      | Ljubljana, Iugoslávia              | –100 kg         | 195 /             | 225 /             | 420 /             |                 |
| 1984                      | Vitoria-Gasteiz, Espanha           | –110 kg         | 190 /             | 225 /             | 415 /             |                 |
| 1985                      | Katowice, Polônia                  | –110 kg         | 185 /             | 222,5 /           | 407,5 /           |                 |
| 1986                      | Karl-Marx-Stadt, Alemanha Oriental | –110 kg         | 195 /             | 235 /             | 430 /             |                 |
| 1987                      | Reims, França                      | –110 kg         | 202,5 /           | 237,5 /           | 440 /             |                 |
| 1988                      | Cardiff, Reino Unido               | –110 kg         | 202,5 /           | 250 /             | 452,5 /           |                 |
| 1989                      | Atenas, Grécia                     | –110 kg         | 202,5 /           | NM                | —                 |                 |
| 1990                      | Aalborg, Dinamarca                 | –110 kg         | 200 /             | 242,5 /           | 442,5 /           |                 |
| Campeonato Mundial Júnior |                                    |                 |                   |                   |                   |                 |
| 1980                      | Montreal, Canadá                   | 0–90 kg         | 167,5 /           | 205 /             | 372,5 /           |                 |
| 1981                      | Lignano Sabbiadoro, Itália         | 0–90 kg         | 182,5 /           | 222,5 /           | 405 /             |                 |

NM = Sem marca — no mark

Os campeonatos mundiais e europeus de 1982 e 1989 foram organizados conjuntamente.